# Belo (Jereweh)
Belo is een bestuurslaag in het regentschap Sumbawa Barat van de provincie West-Nusa Tenggara, Indonesië. Belo telt 2229 inwoners (volkstelling 2010).